# Hubert Eisdell
Hubert Mortimer Eisdell (* 21. September 1882 in London; † 28. Mai 1948 in Peterborough, Ontario) war ein englischer Sänger (Tenor).

## Leben
Eisdell studierte bis 1905 an der Cambridge University. Nach einem zweijährigen Aufenthalt in Kanada bei seinem Cousin, dem Gouverneur von Ontario William Mortimer Clarke, begann er auf Vermittlung seines Freundes Gervase Elwes eine Gesangsausbildung bei Victor Beigel und debütierte 1909 bei William Booseys Chappell Ballad Concerts in der Queen’s Hall. Zu dieser Zeit lernte er die tasmanische Pianistin und Komponistin Katharine Parker, eine Schülerin Percy Graingers kennen, die er 1910 heiratete.
1910 nahm Eisdell mit seiner Frau an einer Konzertreise durch die USA teil, die die Komponistin Liza Lehmann organisiert hatte. 1912 entstand mit der Ballade Somewhere a Voice is Calling von Arthur Tate Eisdells erste kommerzielle Plattenaufnahme. Neben Kompositionen seiner Frau und Liza Lehmanns nahm er später auch Werke auf, die Komponisten wie Robert Coningsby Clarke, Roger Quilter, Cyril Scott und Teresa del Riego für ihn komponiert hatten. Als Solist trat er mit der Royal Philharmonic Society, der Royal Choral Society, den Hallé Orchestral Concerts, dem Bach Choir, der Royal Amateur Orchestral Society, der London Choral Society und der Bach Cantata Society und beim Leeds Festival unter Thomas Beecham, dem Norwich Festival und den Queens Hall Promenade Concerts unter Henry Wood und beim Three Choirs Festival unter Edward Elgar und Ivor Atkins auf.
Während des Ersten Weltkrieges diente Eisdell als Lieutenant bei der London Division der Royal Navy Voluntary Reserve (R.N.V.R.), 1918 trat er als Sekretär von Commodore Douglas King in den Admiralitätsstab ein. Nach dem Krieg schloss er einen Vertrag mit der Columbia Graphophone Company, für die er bis 1933 aufnahm. Neben Aufnahmen von Beethovens Neunter Sinfonie (unter Felix Weingartner), Händels Messiah und Edward Elgars The Apostles zeichnete er hier auch Auszüge aus Arthur Goring Thomas’ Nadeshda und Mefanvon Ivor Novello auf.
Auf der Bühne profilierte sich Eisdell als Oratoriensänger, hatte aber auch Erfolg in Operetten von Gilbert and Sullivan. Zur Gedächtnisfeier seines Freundes Elwes, der bei einem Unfall ums Leben gekommen war, sang er 1922 Edric Cundells Sonett Our Dead für Tenor und Orchester. 1923 gab er in der Londoner Aeolian Hall ein Konzert mit Liedern aus dem zwölften bis vierzehnten Jahrhundert sowie von Franz Schubert, Johannes Brahms, Gabriel Fauré, Hubert Parry, Arnold Bax, Richard Strauss und Igor Stravinsky.
1932 trat Eisdell erstmals in Kanada mit Winifred Dowell und ihrem Streichsextett auf. Ab 1933 unterrichtete er am Toronto Conservatory of Music, daneben setzte er seine Tätigkeit als Lied- und Oratoriensänger (u. a. mit der Toronto Bach Society und dem Toronto Mendelssohn Choir) fort. Seinen letzten Auftritt hatte er 1937 in Mendelssohns Elias. Bis 1947 wirkte er dann als Lehrer für Englisch, Französisch und Latein und Schulorganist am Lakefield College in Lakefield/Ontario.